# Muro de Gawri
El muro de Gawri (en kurdo: دیواری گەوری) fue una fortificación defensiva construida y usada entre los siglos IV y VI durante el imperio parto-sasánida. Las ruinas de la estructura, que tienen en torno a 115 km de largo, se encuentran en la región de Sarpol-e Zahab cerca de la frontera entre Irán e Irak.

## Descubrimiento arqueológico de 2019
Aunque la estructura era conocida por la población local que vivía en los alrededores, era desconocida para la comunidad arqueológica hasta que se publicó su descubrimiento en la revista Antiquity en agosto de 2019. Los nativos llaman desde tiempo atrás a la fortificación el Muro de Gawri.